# Les Tombées de la nuit
Les Tombées de la nuit est un festival rennais d’arts de la rue créé en 1980. Principalement consacré aux arts de la rue, il se tient dans les rues, places, parcs, scènes et quartiers de Rennes.

## Historique

### Origines
Le festival des Tombées de la nuit est créé, en 1981, à l'initiative de la ville de Rennes et de son adjoint à la culture Martial Gabillard. Il s'agit de répondre, début juillet, aux attentes en festivités des Rennais ne partant pas en vacances et des visiteurs d'été de la capitale bretonne ; et par ce biais de valoriser la place du Parlement-de-Bretagne, qui doit lui servir de cadre.
La ville, ne disposant pas de structure culturelle opérationnelle à cette période de l'année, propose à l'Office du tourisme d'organiser la manifestation et à son tout nouveau directeur, Jean-Bernard Vighetti, d'en assurer la direction artistique,. Celui-ci avait déjà lancé et organisé un Festival d'art sacré sur le Pays de Redon en 1972 (40 spectacles sur 21 communes, dont plusieurs commandes) et 1973, avec le concours du Ministère de la Culture, alors qu'il était agent de développement dans le premier comité d'expansion de France, et avait créé en 1975 à Redon la Bogue d'or, festival consacré à la promotion des cultures populaires de Haute-Bretagne.
Jean-Bernard Vighetti propose de faire du festival une vitrine de la « Bretagne au présent,. » et faire patienter le public, avant les grands spectacles des arts de la scène sur la place du Parlement à la tombée de la nuit, par l'organisation de spectacles de contes, de musique et de théâtre en plein air dès 17 heures, dans les cours intérieures et premières rues piétonnes,.
Dès leur première édition, les Tombées de la nuit rennaises déclinent, bien avant les autres festivals français actuels qui en revendiquent la paternité,,, arts de la rue et arts de l'oralité, à côté des arts de la scène. De ce fait, il peut être légitimement affirmé que le festival rennais a été le premier festival des arts de la rue et de l'oralité en France,,, le premier aussi à avoir passé, dès 1981, des commandes à des compagnies professionnelles pour créer des fictions dans des cadres de plein air hors normes ; dans des rapports frontaux, mais aussi circulaires ou à la verticale avec le public, quand ils n'étaient pas processionnaires, itinérants en taxis, en cars et en péniches ou fondés sur la rumeur, la mémoire individuelle ou collective, l'imaginaire de chacun.
Le festival — et donc l'office de tourisme — devient d'une façon plus générale le plus grand commanditaire d'œuvres nouvelles en Bretagne que ce soit dans les domaines de la chanson et des différentes formes de musiques, du conte et du théâtre, de la poésie dite et de la chorégraphie, révélant et soutenant de nombreux talents aujourd'hui reconnus dans ces différentes formes d'expression, valant à son directeur d'être cité par la revue Télérama en 1989 avec le chorégraphe Gigi Caciuleanu et l'équipe du festival des Transmusicales, et en 1999 avec Benoît Careil, directeur du Jardin moderne et Paul Le Guen parmi les trois personnalités qui font bouger la ville de Rennes. Pour autant, le festival ne se cantonne pas à la stimulation de la créativité bretonne ; il s'efforce depuis l'origine de la confronter à celles d'autres territoires d'Europe, d'Amérique, d'Asie, voire d'Australie à travers des thèmes différents : îles, fleuve atlantique, arc Atlantique, Méditerranée, Europe des périphéries, Québec…
Cependant, il ne s'agit pas de faire de l'événement rennais une manifestation élitiste. Depuis l'origine, l'objectif est de démontrer que toute création de qualité peut-être accessible au plus grand nombre, et que la Bretagne et l'Europe ont des choses à dire en ce domaine comme la presse en témoigne. Ainsi, le 2 juillet 1997, Le Monde titrait « les Tombées de la nuit, le plus foisonnant des festivals bretons » et poursuivait « Les Tombées ont contribué à rendre possible l'alliance du jazz et de la musique celtique, favorisé une vitalité musicale qui irrigue les innombrables festivals bretons, pas seulement l'été. Elles ont aussi préparé le public rock des Transmusicales à entendre l'austère complainte traditionnelle, la Gwerz, par le biais de Denez Prigent ». La même année, le 25 juin, la revue bretonne Nekepel qualifiait le festival rennais de « Rolls Royce des festivals d'été », ajoutant qu'« une des plus belles réussites des Tombées de la nuit est d'avoir placé la barre si haut que la médiocrité mercantile ne fera plus recette auprès d'un public devenu exigeant, comme tous les publics devraient l'être. Existe-t-il ailleurs une telle communion entre ville, artiste et habitants ? Une des plus belles vitrines de l'action culturelle au niveau européen qui participe au maintien d'une véritable création contemporaine toute l'année. »

### Après 2002
Après vingt trois ans d’existence, et la décision de Jean-Bernard Vighetti de quitter ses fonctions en septembre 2002, Les Tombées de la nuit renouvelle son équipe et devient indépendant de l’Office du tourisme de la ville pour devenir une association.
Le festival cultive désormais l'art du contre-pied artistique sous la houlette du tandem composé de Claude Guinard (ancien directeur du Théâtre de l'Aire Libre à Saint-Jacques-de-la-Lande) et du Bruxellois Philippe Kauffmann, par le biais de performances atypiques et sonores, relevant généralement des arts de la rue et largement diffusées dans les quartiers rennais.

## Programmation

### Années 2010

#### Édition 2018
Les Tombées de la Nuit réservent toujours des surprises en 2018 selon le journal Ouest France.

#### Édition 2017
En 2017, le journal Le Monde évoque un festival pluridisciplinaire ayant l'habitude de proposer « des performances qui visent haut » ainsi que « des happenings atypiques ».
Les artistes présents sont : Massimo Furlan (Nocturne), David Rolland (Au milieu d’un lac de perles), Cie ATSA/Quand l’art passe l’action (Le temps d’une soupe), Johann Le Guillerm (La Transumante)

#### Édition 2011
Focus LOD, Collectif Berlin, Syd Matters, L'Orchestre d'Hommes Orchestres, La Linéa, La Caravane Cie, La Mo Cie, Les Voleurs de nuit, Compagnie Lumière d'août, Duo Dithyrambe, Cie Zinderling, Quelques fiers mongols, Güz II, Mesparrow, Leif Vollebekk, So Called, Tamikrest, Dez mona, I'm your autopilot, Monofocus, Maneki Neko, David Monceau, La 4L infernale, Cie Karam, Scopitone, Roberta Dance Cie, Cie Nicole Seiler, Circ'Ombelico, Atelier Lefeuvre&André, Cie des Sirventes, CIe Là Où, Gioloisu, Jordi Gali, Roget Bernat, CIe Ex Nihilo, Thomas Chaussebourg, Pedro Pereira, Théâtre à l'envers, Etienne Saglio, La Française de comptage, Peter Von Poehl, Harold Lopez Nussa, Juan Carmona

#### Édition 2010
Compagnie Lumière d'août, Cie Victor B, Cie Opus et Carabosse, Lewis Furey, JP Nataf et compagnons, Vieux Farka Touré, Circ’Ombelico, collectif AOC, cie Kamchatka, Kali&Co et Topik, Lo Cor de la Plana

### Années 2000

#### Édition 2009
Aie aie aie, Escarlata Circus, Gorgious Grass Gang, Santa Cruz, Joy, Dj Eric Marchand + DJ Wonderbrass, Vendaval, radio Barkas, Cirque Ronaldo
Sergent Pépère, Sébastien Schuller, Pascal Lamour, Captain Frank, la Foirce, Piers Faccini, Compagnie Jo Bithume, Soap&Skin, António Zambujo
Opera Pagaï, Kocani Orkestar, North Sea Radio Orchestra

#### Édition 2008
Barbara Carlotti, Blackfire, Cie 1Watt, Compagnie des prairies, FM, Hugh Coltman, The Ideal Husband, Kris Dane, Merz, Metalu à chahuter, NoFit State Circus, Pascal Comelade, Nortec collective, Cie Victor B, Membros, Didier Squiban et Sheer K.

#### Édition 2007
Théâtre de l'Arpenteur, Bambuco/Caracol, Yvinek, Rio Cinema Orchestra, Het Pakt, Olivier Mellano, Joan as Police Woman, Avalanche Quartet, Windmill, Anna Ternheim, Matt Elliott, Interzone, Juan Carlos Caceres, Les Trompettes du Mozambique, Steve Tallis

#### Édition 2006
Senor Coconut, Philippe Poirier, Hanne Hukkelberg, Sylvain Chauveau, Jacky Molard Acoustic Quartet, Mercelis, Marockin Brass, Les Vedettes, Carabosse, Laika - Time Circus, Destiny's car, Cie Aïe Aïe Aïe, Jo Bithume, La Machine, Circus Ronaldo, Beau Geste, Osmosis, Compagnie Déviation, Dut, Het Pakt!, Entre chien et loup

#### Édition 2005
Yann Tiersen, Jean-Philippe Goude & l’Orchestre de Bretagne, Décor Sonore, François Audrain, Jean-Louis Le Vallegant & Mécanique Vivante, Madeleine Peyroux, Seu Jorge, Henk Hosftede (chanteur des NITS), Ceux qui marchent debout, 17 Hippies, Ericka Stucki, Professeur Inlassable, Konono N°1, Royal de luxe, 26000 Couverts, Cie Dynamogene, Cie Opus, Skeudenn

#### Édition 2004
Groupe Zur, La Tombola d'Artistes, Les Aventuriers de l'autre idée, 26000 Couverts, Cie Migrateurs, Puce Muse, Dominique A, Marc Huyghens (VENUS), Olli & The Bollywood Orchestra, Banda Santiago de Cuba, Electric Gypsyland, High Llamas, Juan Carmona, Sergent Pepere

#### Édition 2002
Théâtre de l'Arpenteur, Carabosse, Stangefruit, Mystère Bouffe, Urban drum and bass, l'Acte Théâtral, Albadulake, Monsieur Kerbec et ses belouses, Utopium, la Belle image, Xarxa théâtre, Goran Bregovic, Carlos Nunez, Kila, La Coopérative, Bagad Kemper, Didier Squiban, Stéphane Eicher, Lucien Gourong, Gilles Servat, Melaine Favennec, Gérard Delahaye, Nolwen Korbel, Taraf d'ail d'Ous, Paol Keineg

#### Édition 2001
La famille Buratini,les commandos percus, Pied en sol, Ecart,la Compagnie Off, les Plasticiens volants,Yann Tiersen,Quartet buccal, Gianmaria Testa, Denez Prigent, Capercaillie, Hevia, Une anche passe, Cristina branco, Anne de Bretagne, Louis Dumontier, Marthe Vassalo Bernard Colin

#### Édition 2000
Olivier Germser et les Saltindanse, Olivier Bodin et les Baltikans, Auprès de ma blonde, Patrice Warner et Didier Squiban,Bernard Colin et Tuchenn, Royal de luxe, la quincaillerie Paillasson, Spurting man, Youssou N' Dour, Alan Stivell, Doudou N' Diaye Rose et le bagad Men ha Tan, les frères Molard, Le Bozec et Paranthoën, Compagnie Santini, Obrée Ali, Skolvan, Erik Marchand

### Années 1990

#### Édition 1999
Utopium, Transe Express, Amoros et Augustin, Théâtre de l'Arpenteur, Metalovoice, Les Grooms, Patrick Le Doaré et Didier Squiban, Public Enemy, Añjel I.K., Sternn,Les Costards,Cie la Balestra, Kerbec et ses Belouzes, Cie Max et Maurice, Calixe de Nigremont, Gérard Delahaye, Erik Marchand et le Taraf de Caransebes, Alain Genty, Théâtre Icare, Bernadette Bidaude, Dulces Pontes, Kristen Nogues et Jean-Michel Veillon, Abed Azrié, Vicente Pradal et Serge Guirao, Melaine Favennec et Julos Beaucarne, Marthe Vassalo et Philippe Ollivier, Gigi Bigot, Lucilla Galeazi, Amelia Muge, Elena Leda, Riccardo Tesi, Carlo Rizzo, Lluis LLach, Annie Ebrel et Riccardo Del Fra, Jacques Pellen, Dan Ar Braz, les frères Boclé et Guichen, Paolo Fresu, Ichiro Onoé, Kirjuhel, Yann-Fañch Kemener, Les Ours du Scorff

### Années 1980

#### Édition 1980
La première édition du festival met en exergue la création artistique bretonne contemporaine avec notamment le
Théâtre chorégraphique de Rennes et les ballets Dihun (le 11 juillet), puis la 
Cantate du cheval aveugle par l'ensemble choral du Bout du monde et les Triskell (le 12 juillet).